# Leptogomphus elegans
Leptogomphus elegans là loài chuồn chuồn trong họ Gomphidae. Loài này được Lieftinck mô tả khoa học đầu tiên năm 1948.